# Acuerdo de normalización de las relaciones entre Israel y Marruecos

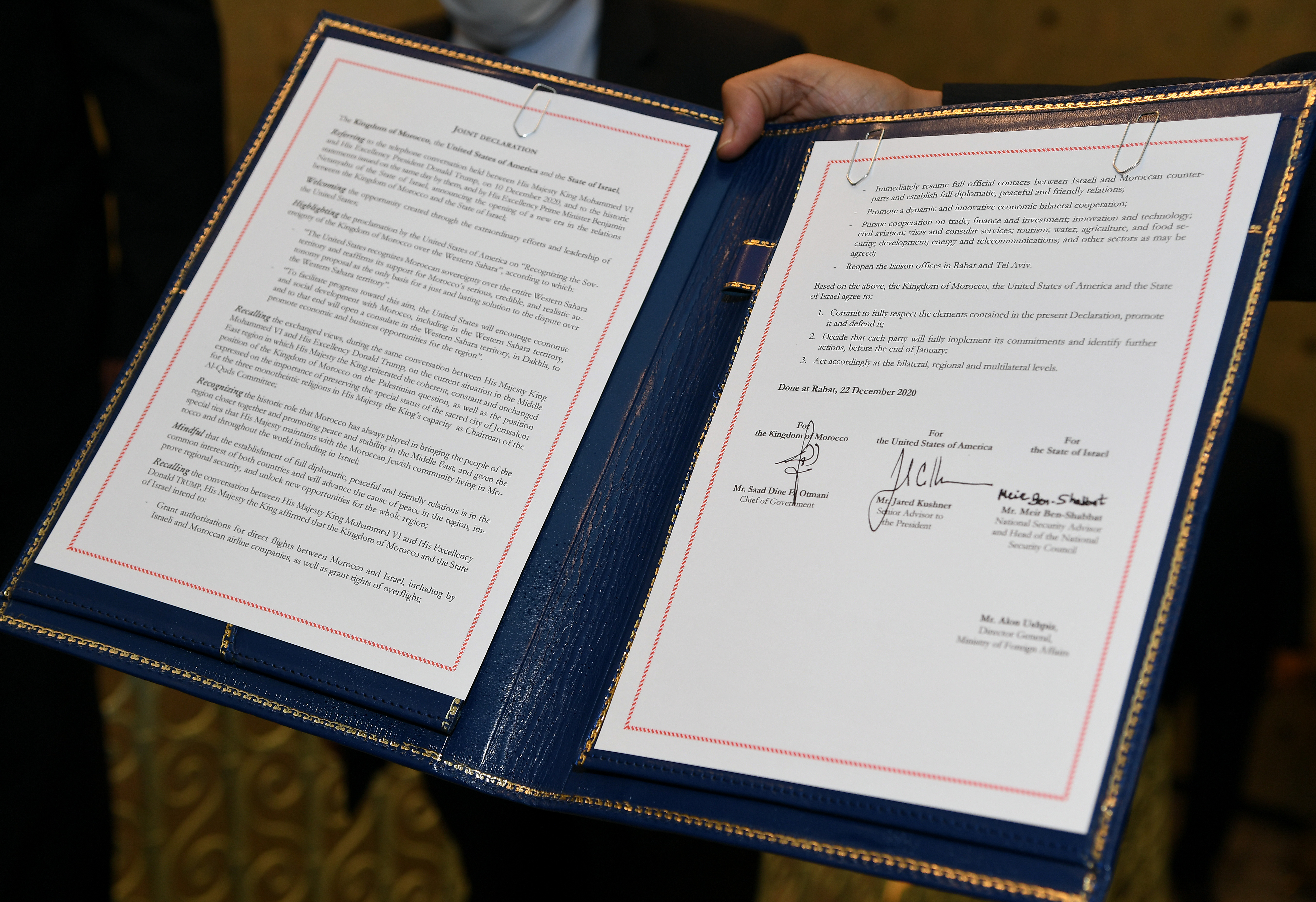
El acuerdo de normalización

El Acuerdo de normalización de las relaciones entre Israel y Marruecos es un acuerdo anunciado por el gobierno de Estados Unidos el 10 de diciembre de 2020, en el que Israel y Marruecos acordaron comenzar a normalizar las relaciones. El 22 de diciembre de 2020, se firmó una declaración conjunta comprometiéndose a iniciar rápidamente vuelos directos, promover la cooperación económica, reabrir oficinas de enlace y avanzar hacia "relaciones diplomáticas plenas, pacíficas y amistosas". Marruecos reconoció oficialmente a Israel en su comunicación al primer ministro israelí Benjamin Netanyahu. El acuerdo siguió a que Baréin, Emiratos Árabes y Sudán también firmaron acuerdos de normalización con Israel en septiembre y octubre de 2020. Junto con Egipto y Jordania, Marruecos se convirtió en el sexto país de la Liga Árabe en normalizar los lazos con Israel. Como parte del acuerdo, Estados Unidos acordó reconocer el reclamo de Marruecos sobre el territorio en disputa del Sahara Occidental al tiempo que instaba a las partes a "negociar una solución mutuamente aceptable" utilizando el plan de autonomía de Marruecos como único marco.

## Antecedentes

Muros marroquíes en el territorio del Sahara Occidental, durante la guerra del Sahara Occidental (1975-1991). En amarillo, el territorio bajo control del Frente Polisario.

Marruecos tenía una población judía de aproximadamente 250.000 a 350.000 judíos (10% de la población) antes del establecimiento de Israel en 1948, y cientos de miles de judíos israelíes tienen un linaje que se remonta a Marruecos. En 2020, la población judía en Marruecos ascendía a aproximadamente 2.000 personas.
Marruecos estaba formalmente en guerra con Israel. Cientos de soldados marroquíes murieron mientras atacaban a Israel en la guerra de Yom Kipur de 1973.
Los 2 países han tenido relaciones informales durante mucho tiempo, estableciendo relaciones diplomáticas de bajo nivel durante la década de 1990 tras los acuerdos de paz provisionales de Israel con los palestinos, que fueron suspendidos tras el inicio de la Intifada de Al-Aqsa en 2000. Los dos países han mantenido relaciones informales desde luego, con un estimado de 50.000 israelíes que viajan a Marruecos cada año.
El acuerdo fue negociado por un equipo dirigido por Jared Kushner, asesor principal del presidente de los Estados Unidos, y Avi Berkowitz, representante especial para las negociaciones internacionales. Kushner y Berkowitz han estado hablando con el gobierno marroquí durante más de dos años, sugiriendo la normalización de las relaciones con Israel a cambio del reconocimiento estadounidense del reclamo de Marruecos sobre el Sahara Occidental. 
Un factor de impulso principal para el acuerdo y los otros acuerdos de normalización de Israel en 2020 es que facilita un frente unido contra Irán para reducir su influencia en la región. Marruecos ha visto a Irán como una amenaza y cortó los lazos con ese país en 2018 porque Irán financió el movimiento separatista del Sahara Occidental, el Frente Polisario, a través de Hezbollah.

## El acuerdo

Marruecos (en verde oscuro) e Israel (dentro del círculo naranja) en el mundo. Sahara Occidental (en verde claro)

Según el acuerdo, Marruecos establecerá relaciones diplomáticas y comerciales plenas y reanudará los contactos oficiales con Israel, y se realizarán vuelos directos entre los dos países. Así mismo, Israel y Marruecos se comprometieron a iniciar vuelos directos entre los dos países, promover la cooperación económica, reabrir oficinas de enlace y avanzar hacia relaciones diplomáticas plenas. Estados Unidos también acordó reconocer el reclamo de Marruecos sobre el territorio en disputa del Sahara Occidental e instó a las partes a negociar "utilizando el plan de autonomía de Marruecos como el único marco para negociar una solución mutuamente aceptable". "Estados Unidos reconoce la soberanía marroquí sobre todo el territorio del Sahara Occidental y reafirma su apoyo a la propuesta de autonomía seria, creíble y realista de Marruecos como la única base para una solución justa y duradera a la disputa sobre el territorio del Sahara Occidental", dijo Trump. Kushner pidió a ambas partes que trabajen con la ONU en la implementación de una propuesta para dar a la gente del territorio una amplia autonomía. Estados Unidos dijo que tiene la intención de abrir un consulado en Villa Cisneros en el Sahara Occidental.

## Reacciones

### De Estados Unidos

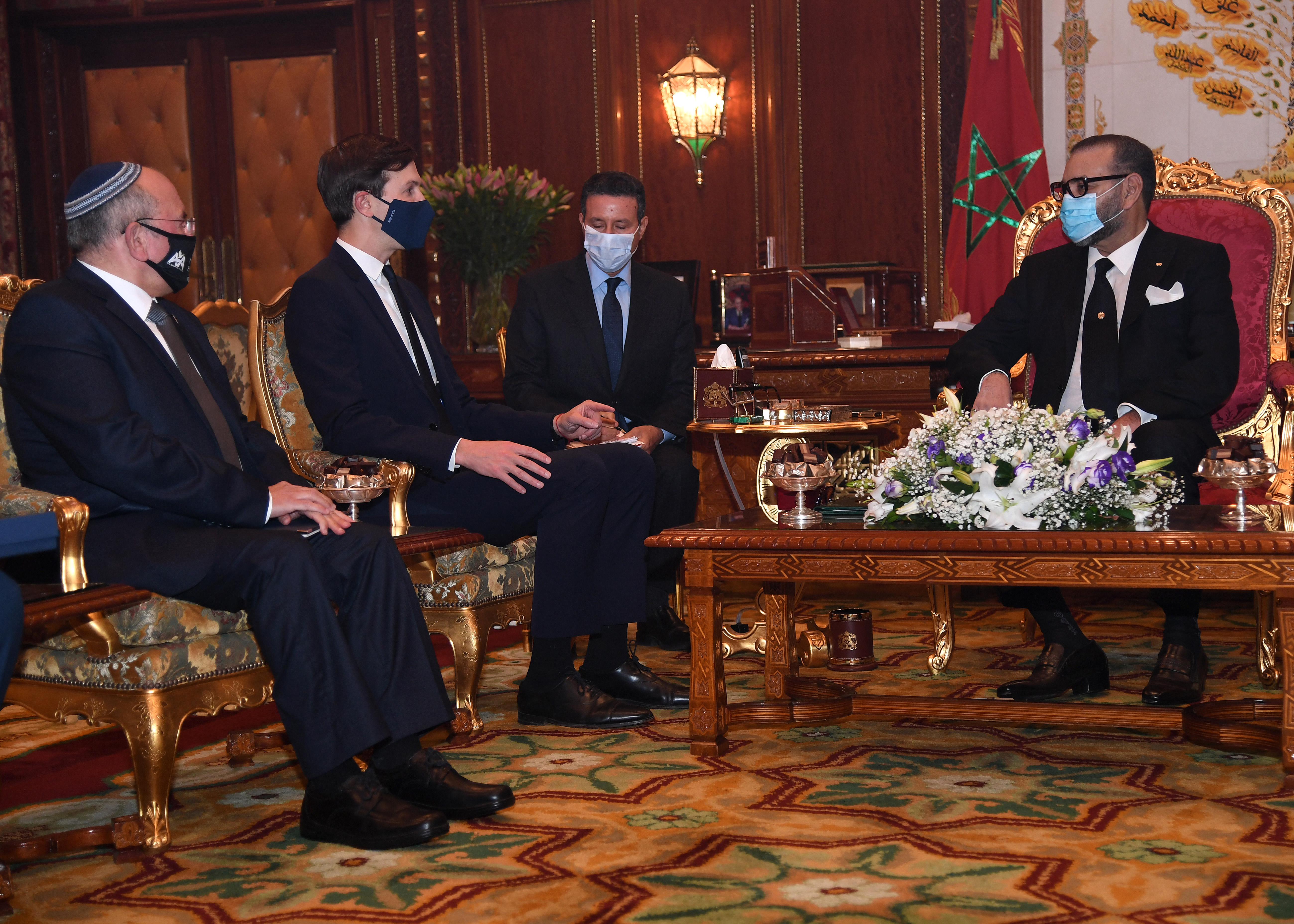
La delegación conjunta de Estados Unidos e Israel se reúne con el rey Mohammed VI de Marruecos el 22 de diciembre de 2020.

El senador estadounidense Ted Cruz declaró: "Hoy es un día maravilloso para Marruecos e Israel... Durante mucho tiempo he abogado por que si Estados Unidos es inequívoco y claro al apoyar a nuestros aliados israelíes y contra nuestros enemigos mutuos, nuestros aliados regionales se unirán en beneficio de nuestra propia seguridad nacional y la seguridad del pueblo estadounidense". El senador Tom Cotton declaró: "Felicito a nuestro amigo y socio, el Reino de Marruecos, por establecer relaciones diplomáticas con Israel. La decisión de Marruecos es otro paso vital hacia la paz en el Medio Oriente y África". El exsenador Norm Coleman calificó el acuerdo de "histórico" y "un paso importante hacia una mayor estabilidad y paz en la región".
El senador Jim Inhofe criticó duramente a la administración Trump por reconocer el reclamo de Marruecos sobre el Sahara Occidental. Inhofe describió la decisión como "impactante y profundamente decepcionante", y agregó que estaba "entristecido porque los derechos del pueblo del Sahara Occidental han sido negociados". El exasesor de seguridad nacional John Bolton también criticó a Trump por reconocer el reclamo de Marruecos, escribiendo en Twitter que "Trump se equivocó al abandonar 30 años de política estadounidense sobre el Sahara Occidental sólo para lograr una rápida victoria en política exterior".

### De las Naciones Unidas
El secretario general de la ONU António Guterres dio la bienvenida al acuerdo, pero se reservó el juicio sobre el Sahara Occidental, según un portavoz. La ONU dijo que su posición sobre el Sahara Occidental "no cambió" tras el anuncio de Estados Unidos, y un portavoz de Guterres sugirió que "la solución a la cuestión aún se puede encontrar basada en las resoluciones del Consejo de Seguridad". El 21 de diciembre de 2020, tras una sesión a puerta cerrada del consejo de seguridad, el embajador sudafricano dijo: "Creemos que cualquier reconocimiento del Sahara Occidental como parte de Marruecos equivale a reconocer la ilegalidad, ya que dicho reconocimiento es incompatible con el derecho internacional".

### De las naciones árabes
El presidente egipcio Abdel Fattah el-Sisi acogió con satisfacción el anuncio y dijo que el acuerdo era un "paso importante hacia una mayor estabilidad y cooperación regional" en el Medio Oriente. El príncipe heredero de Abu Dhabi, el jeque Mohammed bin Zayed al-Nahyan, escribió en Twitter: "Esto... contribuye a fortalecer nuestra búsqueda común de estabilidad, prosperidad y paz justa y duradera en la región". Baréin y Omán elogiaron el acuerdo. El primer ministro tunecino Hichem Mechichi, dijo: "Respetamos la elección de Marruecos". El rey saudí Salman dijo "Apoyamos los esfuerzos de la actual administración estadounidense para lograr la paz en el Medio Oriente".
El primer ministro argelino Abdelaziz Djerad expresó el descontento de su país con la normalización de las relaciones de Marruecos con Israel, y señaló que existe "un deseo de llevar a la entidad israelí y sionista a nuestras fronteras". En cuanto al reconocimiento de Estados Unidos de la soberanía marroquí sobre el Sahara Occidental, Argelia dijo que "no tiene ningún efecto legal porque contradice las resoluciones de la ONU, especialmente las resoluciones del Consejo de Seguridad de la ONU sobre el Sahara Occidental".

### De otras naciones
Irán condenó la normalización de las relaciones de Marruecos con Israel. Un alto funcionario iraní dijo que la normalización era una "traición y una puñalada en la espalda de los palestinos".
La ministra de Asuntos Exteriores de España Arancha González Laya dijo que el país dio la bienvenida a la normalización de las relaciones, pero rechazó el reconocimiento de la reivindicación de Marruecos en el Sahara Occidental de los Estados Unidos. Rusia dio la bienvenida a la restauración de las relaciones diplomáticas entre los países, pero condenó la decisión de Trump de reconocer la soberanía de Marruecos sobre el Sahara Occidental, diciendo que viola el derecho internacional.